# Kohei Yamakoshi
Kohei Yamakoshi (山越 康平 Yamakoshi Kōhei?, Yaita, Tochigi, 4 de mayo de 1993) es un futbolista japonés que juega como defensa en el Tokushima Vortis.

## Trayectoria

### Clubes
| Club                      | País  | Año       |
| ------------------------- | ----- | --------- |
| Omiya Ardija              | Japón | 2016-2021 |
| Tokyo Verdy               | Japón | 2022-2024 |
| JEF United Chiba (cedido) | Japón | 2024      |
| Tokushima Vortis          | Japón | 2025-     |